# Station Smethwick Rolfe Street
Smethwick Rolfe Street is een spoorwegstation van National Rail in Sandwell in Engeland. Het station is eigendom van Network Rail en wordt beheerd door West Midland Trains.